# Kanton Bobigny
Der Kanton Bobigny ist seit 1967 ein französischer Wahlkreis für die Wahl des Départementrats im Arrondissement Bobigny, im Département Seine-Saint-Denis und in der Region Île-de-France; sein Bureau centralisateur befindet sich in Bobigny.

## Gemeinden
Der Kanton besteht aus zwei Gemeinden und Gemeindeteilen mit insgesamt 98.445 Einwohnern (Stand: 1. Januar 2022) auf einer Gesamtfläche von 11,70 km²:
| Gemeinde       | Einwohner 1. Januar 2022 | Fläche km² | Dichte Einw./km² | Code INSEE | Postleitzahl |
| -------------- | ------------------------ | ---------- | ---------------- | ---------- | ------------ |
| Bobigny        | 52.530                   | 6,66       | 7.887            | 93008      | 93000        |
| Noisy-le-Sec   | 45.915                   | 5,04       | 9.110            | 93053      | 93130        |
| Kanton Bobigny | 98.445                   | 11,70      | 8.414            | 9305       | –            |

1. ↑   Nur der südwestliche Teil der Gemeinde, der Rest gehört zum Kanton Bondy.

Bis zur Neuordnung bestand der Kanton Bobigny aus der Gemeinde Bobigny. Sein Zuschnitt entsprach einer Fläche von 6,77 km2.